# MigratieMuseumMigration
Das Migratie Museum Migration in Molenbeek ist ein Migrationsmuseum in der Hauptstadtregion Brüssel in Belgien, das im Oktober 2019 eröffnet wurde.
In der Hauptstadtregion Brüssel leben Menschen aus 184 Staaten. Jeden Tag wandern Menschen zu und ab. In dem Museum wird die Geschichte der ersten Gastarbeiter, der Heimatlosen, der Kriegsflüchtlinge und auch der europäischen Binnenmigranten dargestellt. Dabei wird neben den persönlichen Migrationsgeschichten auf die Zuwanderungsschübe und die demografische Entwicklung in der Region eingegangen.

## Weblink
- Homepage des Museums